# احمد بشیر بلحاج
احمد بشیر بلحاج (انگلیسی: Ahmed Bechir Bel Hadj؛ زادهٔ ۱۳ مارس ۱۹۵۰) بازیکن هندبال اهل تونس بود.